# Lea Fleischmann
Lea Fleischmann (geboren 23. März 1947 in Ulm) ist eine in Jerusalem lebende deutschsprachige deutsch-israelische Autorin.

## Leben
Als Kind jüdischer Eltern, die den Holocaust überlebten, wurde Lea Fleischmann in einem Lager für Displaced Persons bei Ulm geboren und wuchs im Lager Föhrenwald in Wolfratshausen auf. Sie studierte in Frankfurt am Main Pädagogik und Psychologie, gründete eine Familie und unterrichtete von 1973 bis 1979 im hessischen Schuldienst an einer Berufsschule.
1979 gab sie ihre Stellung als beamtete Studienrätin auf und wanderte, ohne ihren Mann, aber mit zwei Kindern, nach Israel aus. 1980 veröffentlichte sie ihr im In- und Ausland beachtetes und zum Bestseller gewordenes Buch „Dies ist nicht mein Land“, in welchem sie mit Deutschland abrechnete und aufzeigte, warum Juden dort nach dem Holocaust nicht mehr leben könnten. Seinerzeit stand sie auch noch unter dem Eindruck der Berufsverbote für Beamte nach dem Radikalenerlass.
In Jerusalem entdeckte sie erst das Judentum für sich, lernte Hebräisch, um die Tora lesen zu können, und wurde religiös. Inzwischen ist Israel zu ihrer Heimat geworden, sie reist aber regelmäßig nach Deutschland und ist dort als Gesprächspartnerin im jüdisch-christlichen Dialog gefragt.
Seit 2012 arbeitet Frau Fleischmann hauptsächlich mit Schulen, um Antisemitismus vorzubeugen und für Völkerverständigung zu werben.
Am 8. Januar 2019 erhielt sie für ihre pädagogische Arbeit zur Völkerverständigung das Bundesverdienstkreuz am Bande.

## Werke
- Dies ist nicht mein Land. Eine Jüdin verlässt die Bundesrepublik, Leʾah Flaishman, Hoffmann und Campe, Hamburg 1980, ISBN 3-455-08849-X.
- Ich bin Israelin. Erfahrungen in einem orientalischen Land (= Bücher zur Sache), Hoffmann und Campe, Hamburg 1982, ISBN 3-455-08717-5.
- Nichts ist so, wie es uns scheint. Jüdische Geschichten (mit Aquarellen von Dudu Barnis), Hamburg / Zürich 1985, ISBN 3-89136-051-7.
- Abrahams Heimkehr. Geschichten zu den jüdischen Feiertagen, München 1992, ISBN 978-3-426-03127-8
- Gas – Tagebuch einer Bedrohung. Israel während des Golfkriegs, Göttingen 1991
- Schabbat. Das Judentum für Nichtjuden verständlich gemacht, Hamburg 1994
- Rabbi Nachman und die Thora. Das Judentum für Nichtjuden verständlich gemacht, Scherz, Bern / München / Wien 2000. ISBN 3-502-15206-3.
- Meine Sprache wohnt woanders. Gedanken zu Deutschland und Israel (mit Chaim Noll), Scherz, Frankfurt am Main 2006, ISBN 978-3-502-15023-7.
- Heiliges Essen. Das Judentum für Nichtjuden verständlich gemacht. Scherz, Frankfurt am Main 2009, ISBN 978-3-502-15147-0.